# Ајанг.ком
Ајанг.ком (кореј. 아장닷컴 Ahjangdatkeom), или само Ајанг, јужнокорејска је анимирана серија која се емитовала од 22. новембра 2001. до 14. фебруара 2002. године на каналу KBS 2TV, са укупно 13 епизода. Серија је у синхонизованом облику емитована у Србији на Канал Д.

## Синопсис
Духови и људи су некада давно живели у хармонији. Међутим, развојем људске цивилизације и доминације, та веза је уништена. Краљ Змај, Зевс и Зулу, представници духова, направили су Камен димензије и одвојили два света. Већ генерацијама, духови чувају тај камен. Али једног дана, када је Дордери предао своју дужност беби Ајанг зато што је хтео да иде на састанак, камен пада у непријатељске руке и баријера између два света пуца. 

## Улоге
Превод текста: Наташа Ђерковић 

Обрада звука: Горан Радивојевић 

Глумци:
- Јелена Ђорђевић као Ајанг и Сори
- Саша Кузмановић као Дордери и Гроки (епизоде 1−9)
- Александра Ристић
- Жељко Алексић
- Никола Марковић
- Тамара Биљман

## Списак епизода
| Епизода | Српски назив епизоде |
| ------- | -------------------- |
| 1       | Криза у свету духова |
| 2       | Дух у музеју         |
| 3       | Гладни дух Арго      |
| 4       | Купидонова стрела    |
| 5       | Вукодлак Вучко       |
| 6       | Нана у земљи бајки   |
| 7       | Мефисто              |
| 8       | Забавни парк         |
| 9       | (непознато)          |
| 10      | (непознато)          |
| 11      | (непознато)          |
| 12      | (непознато)          |
| 13      | (непознато)          |

## Спољашњи извори
- Подаци о серији на сајту MyAnimeList (на језику: енглески)